# John Wrottesley, 2. baron Wrottesley
John Wrottesley, 2. baron Wrottesley, PRS, angleški astronom, * 5. avgust 1798, † 27. oktober 1867.
Wrottesley je bil med letoma 1854 in 1858 predsednik Kraljeve družbe.
Po njem se imenuje krater Wrottesley na Luni.
1. 1 2  SNAC — 2010.
2. 1 2  Lundy D. R. The Peerage